# Drillia wolfei
Drillia wolfei är en snäckart som beskrevs av Tippett 1995. Drillia wolfei ingår i släktet Drillia och familjen Drilliidae. Inga underarter finns listade i Catalogue of Life.